# Заводской (Липецкая область)
Заводско́й — посёлок Добровского сельсовета Добровского района Липецкой области. На 2018 год в Заводском улиц и переулков не числится

## Население
| 1997 | 2010 |
| ---- | ---- |
| 36   | ↗40  |

Посёлок расположен на суходоле, среди лесов, высота центра селения над уровнем моря — 130 м.